# Ciconia When They Cry
Ciconia When They Cry (キコニアのなく頃に, Kikonia no Naku Koro ni, litt. « Quand les cigognes pleurent ») stylisé キコニアのなく頃に, est une série de sound novel développée par 07th Expansion. Il s’agit de la cinquième entrée de la série When They Cry, après Higurashi et Umineko, et suit l'histoire de personnages qui tentent d’empêcher le déclenchement de la Quatrième Guerre mondiale.
Le jeu est écrit par Ryūkishi07 et produit par Nakao Bōshi. Il comporte des illustrations de Ryūkishi07 et de Remotaro, ainsi que de la musique de plusieurs compositeurs de la série When They Cry. Le jeu est édité épisodiquement et devrait durer quatre épisodes. Le premier épisode, intitulé Phase 1: For You, Replaceable Ones, est sorti sur Microsoft Windows et macOS le 4 octobre 2019, par 07th Expansion au Japon et simultanément par MangaGamer internationalement.

## Vue d'ensemble
Ciconia When They Cry est un sound novel (une variante du visual novel plus orientée vers l'ambiance sonore que les graphismes) qui se déroule après la fin de la Troisième Guerre mondiale. Il suit l'histoire des Gauntlet Knights  - des jeunes entraînés à utiliser une nouvelle technologie militaire appelée Gauntlet, qui permet à son utilisateur de voler, de combattre et de repousser les attaques - qui sont devenus des amis et visent à empêcher le déclenchement d'une quatrième guerre mondiale.

## Développement
Ciconia When They Cry est développé par 07th Expansion, avec un scénario, des conceptions originales de personnages et des illustrations de Ryūkishi07. Le jeu a été produit par Nakao Bōshi, et possède des graphiques et des coloriages de Remotaro. La musique est composée par le retour du personnel de la série When They Cry, notamment Dai, Luck Ganriki, Xaki et Akiyama Uni; et le thème d'ouverture est interprété par Maria Sawada,. Le jeu est développé et édité épisodiquement, et devrait durer quatre épisodes. Le style des images du jeu est le masquage.

## Épisodes
Phase 1: For You, The Replaceable Ones  (litt. Phase 1: Pour vous, ceux qui sont remplaçables), sorti le 4 octobre 2019.
Bien que le monde ait été presque détruit pendant la troisième guerre mondiale, il a été sauvé d'un hiver nucléaire par une technologie de pointe. Cent ans plus tard, cela a finalement donné naissance à la nouvelle   technologie militaire ultime, le Gauntlet, qui fascine les enfants du monde entier. Dans cette nouvelle ère, toutes les forces militaires existantes deviendraient obsolètes, à l'exception du petit nombre de garçons et de filles qui ont ce qu'il faut pour devenir un Gauntlet Knight. Dans ce monde de l'A3W (after [the] third war), les nations ont formé différentes alliances pour protéger la paix. Cependant, de mystérieux personnages conspirent dans les ombres.

## Annonce et sortie
Ciconia a été initialement annoncé en juillet 2018 avec une illustration de son protagoniste sous le titre provisoire de ●● no Naku Koro ni (●● When  They Cry), en même temps que la compilation élargie d'Umineko, Umineko no Naku Koro ni Saku, deux œuvres dont la sortie était prévue au quatrième trimestre 2018. En octobre 2018, les deux ont été repoussés jusqu'au T2 / T3 2019, en raison d'un échéancier inexact basé sur ce dont Ryūkishi07 a été physiquement capable de faire lorsqu'il travaillait sur Higurashi et Umineko, soit environ dix ans auparavant.
Lors de la Sakura-Con 2019, Ryūkishi07 et l'éditeur de jeux vidéo MangaGamer ont annoncé qu'ils publieraient le jeu simultanément en anglais et en japonais, coïncidant avec le Comiket d'été 2019 commençant le 9 août 2019. En juillet 2019, cependant, 07th Expansion a annoncé que le jeu avait été retardé jusqu'à fin septembre 2019; puis il a été à nouveau retardé, le premier épisode « Phase 1: For You, the Replaceable Ones », est donc sorti le 4 octobre 2019 pour Microsoft Windows et macOS. Au Japon, le jeu a également bénéficié d'une sortie en version physique. Le deuxième épisode devrait être publié à un moment donné en 2020, après un retard par rapport à mai 2020,.
La localisation en anglais est gérée par ChronoTrig, Klashikari et d'autres membres du groupe de traduction Witch Hunt, qui ont précédemment travaillé sur les traductions en anglais d'Umineko et de Rose Guns Days. Ils travaillent également sur la localisation d'Umineko no Naku Koro ni Saku, mais suivent la demande de Ryūkishi07 préférant donner la priorité à Ciconia,. L'option de traduction en anglais a été ajoutée à la version physique japonaise via un correctif en novembre 2019,.

## Traduction
La version anglaise officielle est faite par Witch Hunt, l'équipe de fans ayant traduit Umineko no naku koro ni et Rose Gun Days.

## Accueil
Le premier épisode de Ciconia a été bien accueilli par les joueurs. Keiichi Yokoyama d’Automaton a été impressionné et a déclaré que ses valeurs de production avaient été sensiblement améliorées par rapport aux entrées précédentes de la série When They Cry, en le décrivant ainsi : « pour le meilleur ou pour le pire, c'est une œuvre de Ryūkishi07 ».